# Aldeanueva del Camino (kommunhuvudort)
Aldeanueva del Camino är en kommunhuvudort i Spanien.   Den ligger i provinsen Provincia de Cáceres och regionen Extremadura, i den centrala delen av landet, 190 km väster om huvudstaden Madrid. Aldeanueva del Camino ligger 521 meter över havet och antalet invånare är 864.
Terrängen runt Aldeanueva del Camino är kuperad åt nordväst, men åt sydost är den bergig. Runt Aldeanueva del Camino är det ganska glesbefolkat, med 43 invånare per kvadratkilometer. Närmaste större samhälle är Béjar, 19,8 km nordost om Aldeanueva del Camino. 